# Joseph-Antoine Benoît
Pour les articles homonymes, voir Benoît.
Joseph-Antoine Benoît, né le 17 janvier 1785 au Fied et mort le 3 mars 1870 à La Baule-Escoublac, est un négociant et industriel du sel, actif dans le pays de Guérande (France), à l’origine avec sa famille de la création de La Baule et du développement économique du Pouliguen.

## Biographie
Joseph-Antoine Benoît (ou Benois ou encore Benoist) naît en 1785 au Fied dans le Jura.
Il est le fils de Jean-Baptiste Benoît (1756-1825 ?), recteur d'école au Fied, et de Catherine Droz.
Il occupe plusieurs emplois dans l’industrie du sel dans l’Est de la France, jusqu’à devenir directeur des salines de Salins-les-Bains. Il est le détenteur d'un brevet pour un nouveau procédé de raffinage du sel utilisant le feu, compensant les aléas de l’ensoleillement.
Joseph-Antoine Benoît épouse, en 1809, Élisabeth Charlotte Melin-Danu, fille d'un notaire, avec laquelle il a cinq enfants, dont Jules (1810-1890), Édouard (1814-1871) — élu maire du Croisic en 1844 — et Laure (1828-),.
En 1823, il rencontre le député et maire de Nantes Louis-Hyacinthe Levesque, qui, intéressé par les activités salicoles, le présente à des investisseurs. Grâce à leur soutien financier, son projet d’établir une raffinerie de sel de mer est validé en août 1826. Après une tentative à Ars-en-Ré, c'est un site sur la rive gauche de l’étier du Pouliguen  qui est retenu. Il s’installe donc, avec son frère François Benoît, dans ce village qui fait alors encore partie de Batz-sur-Mer.
L’usine du Pouliguen, créée par Joseph-Antoine Benoît en 1828, devient rapidement un vecteur industriel important, employant en 1840 près de 70 personnes et approvisionnant le département, et par l'intermédiaire d’un dépôt à Nantes, les départements limitrophes à hauteur de 1 000 tonnes de sels raffinés annuels. Près de dix ans plus tard, en 1851, la production de sels raffinés a doublé et celle de sels lavés atteint les 4 000 tonnes annuelles.
L'activité de raffinage du sel est bientôt complétée par une activité ostréicole et par une presse à sardines (la confiserie) dans le cadre d’une industrie de conserverie développée également au Pouliguen. La famille ouvre de nouveaux établissements au Croisic, à Ars-en-Ré, à Belle-Île et à Chantenay.
Joseph-Antoine Benoît et Louis Levesque acquièrent et boisent une concession de cinquante hectares sur la rive gauche de l’étier, dans le but de la viabiliser et selon la convention conclue avec l’État, la concession « deviendrait pleine propriété de la société si les dunes étaient durablement fixées ». Vers 1880, cette concession devient le quartier Benoît de La Baule-Escoublac.